# اوتن شیموکاوا
اوتن شیموکاوا (انگلیسی: Ōten Shimokawa; ۲ مهٔ ۱۸۹۲ – ۲۶ مهٔ ۱۹۷۳) پویانما، مانگاکا، و کارگردان فیلم اهل ژاپن بود.